# پرچم اوهایو
پرچم اوهایو پرچم رسمی ایالت اوهایو است. این پرچم دم‌چلچله‌ای و تنها پرچم غیرمستطیل در پرچم‌های ایالتی آمریکا است. رنگ‌های قرمز، سفید و آبی آن ویژگی‌های طبیعی ایالت و تعهد آن‌ها به اتحادیه آمریکا را نشان می‌دهد. دایره‌ای که در بخش مثلثی پرچم قرار دارد نشان‌دهنده نام ایالت اوهایو است.
این پرچم در سال ۱۹۰۱ توسط جان آیزمن در نمایشگاه پان‌آمریکایی طراحی شد و در سال ۱۹۰۲ رسماً به عنوان پرچم ایالت پذیرفته شد. پیش از آن، تقریباً برای یک قرن پس از ایالت شدن، اوهایو یک پرچم رسمی شناخته‌شده نداشت. یک پیشنهاد پرطرفدار دیگر این بود که از روی نشان اوهایو یک پرچم ساخته شود.
ایالت اوهایو برای این پرچم یک احترام نظامی رسمی پذیرفته‌است روند تا کردن آن ۱۷ تا دارد. پرچم اوهایو چندین لوگو و پرچم شهری درون ایالت را تحت تأثیر قرار داده‌است.

## طراحی

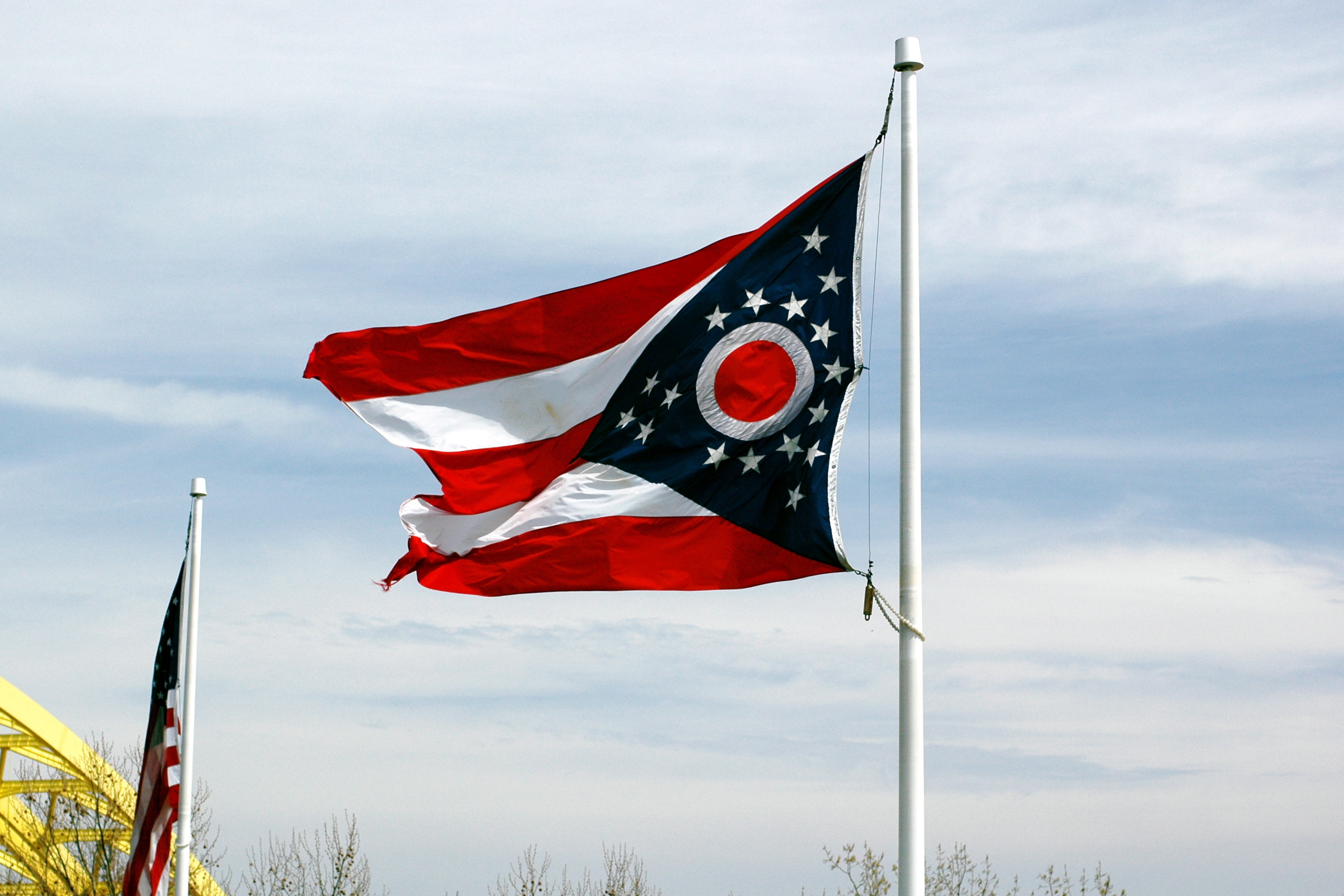
پرچم اوهایو در سینسیناتی.

در ضوابط حقوقی اوهایو در بخش ۵٬۰۱ دربارهٔ پرچم آمده‌است که:
پرچم اوهایو باید بورجیشکل باشد. این پرچم باید سه خط قرمز و دو خط سفید داشته باشد تا جاده‌ها و آبراه‌های ایالت را نشان دهد. این پرچم در کل باید ۱۷ ستاره ۵پر و رنگ سفید در میان مثلث آبی که نشان‌دهنده تپه‌ها و دره‌های ایالت است باشد و پایه آن باید لبه پرچم باشد و مرکز آن باید میان خط‌های سفید و قرمز باشد. ستاره‌ها باید در کنار یک دیسک به صورت گروهی قرار بگیرند که خود دیسک در آن یک دایره قرمز به شکل حرف "O" قرار دارد. سیزده ستاره که در کنار "O" قرار گرفته‌اند نشان‌دهنده پرچم مستعمرات سیزده‌گانه و چهار ستاره بالای دیسک نشان‌دهنده این است که اوهایو هفدهمین ایالت الحاق‌شده به اتحادیه است. حرف "O" نشان‌دهنده حرف یکم واژه «اوهایو» است و به نام مستعار اوهایو یعنی ایالت شاه‌بلوط گلابرا اشاره می‌کند. ابعاد متناسب پرچم و قسمتهای مختلف آن مطابق با طرح رسمی موجود در دفتر وزیر خارجه است.

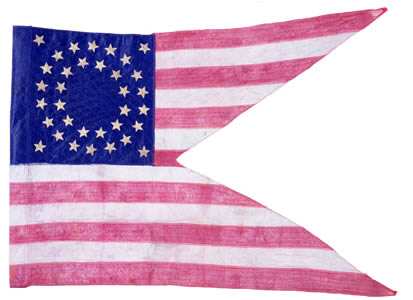
یک پرچم سی و چهار ستاره و بورجی شکل ایالت متحده که توسط سپاه سواره‌نظام اوهایو در جنگ داخلی آمریکا استفاده می‌شد.

حرف "O" علاوه بر اینکه حرف یکم اوهایو و شاه‌بلوط را نشان می‌دهد، نشان‌دهنده «منطقه اصلی اوهایو» نیز در منطقه شمال‌غربی می‌باشد.

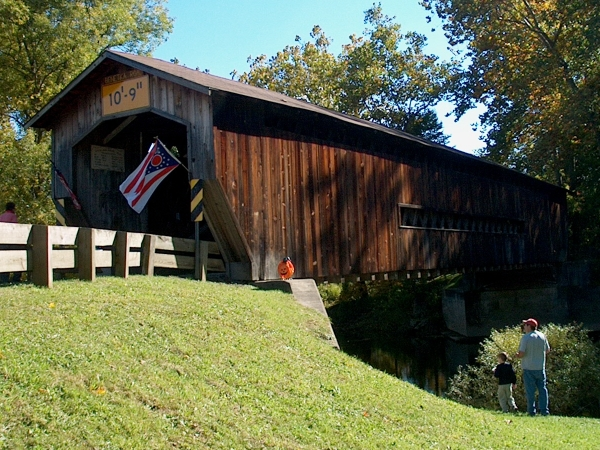
یک پرچم مستطیلی اوهایو که در پل جاده‌ای بنتکا در شهرستان آشتابولا، اوهایو واقع شده‌است.

پرچم اوهایو تنها پرچم غیرمستطیل در ایالات متحده آمریکا است. این پرچم یک نمونه خاص از یک پرچم شهروندی است که چهارضلعی نیست. یک نمونه شناخته‌شده و متشابه آن پرچم نپال است. بنا به گفته ویتنی اسمیت، احتمالاً این پرچم از پرچم‌های استفاده شده توسط سواره‌نظام‌ها در جنگ داخلی و جنگ آمریکا و اسپانیا الهام گرفته باشد. این پرچم از سال ۲۰۰۲ به‌طور رسمی به عنوان یک «بورجی» شناخته‌شده‌است، هرچند که از شکل بورجی بیشتر در پرچم‌های دریایی استفاده می‌شود. شکل، عدم داشتن نوشته و تقارن آن باعث می‌شود باعث می‌شود بدون تأثیر بر خوانا بودن آن را در جهت‌های مختلف آویزان یا به پرواز درآورد. با توجه به شکل غیرمعمول پرچم، تولیدکنندگان خارجی گه‌گاه کل طرح را در یک میدان سفید و مستطیلی قرار می‌دهند. پرچم نپال همچنین برخی اوقات به یک مستطیل با پر کردن بقیه نواحی آن با رنگ سفید تبدیل شده‌است، چه از روی اشتباه چه برای غیرعادی بودن طراحی آن.

## تاریخچه
برای تقریباً پس از یک قرن از اینکه اوهایو به عنوان یک ایالت پذیرفته شد، هیچ پرچم رسمی پذیرفته‌شده‌ای نداشت. نیروی نظامی اوهایو یک پرچم بر پایه پرچم ایالات متحده آمریکا را در دست داشت که به آن «یک عقاب، شمار هنگ‌ها و شماری از ستاره‌ها» افزوده شده بود.

### پرچم انبار مهمات
در اوایل دهه ۱۸۵۰ میلادی ایالت اوهایو علاقه خود را به داشتن یک پرچم نشان داد، زیرا چندین ایالت دیگر نیز پرچم خود را گرفته بودند. در اواخر دهه ۱۸۶۰ میلادی یک پرچم که شامل نشان اوهایو و یک پیش‌زمینه سفیدرنگ بود طراحی شد. این پرچم در مرکز فرهنگی هنری اوهایو در کلمبوس به امید اینکه روزی پرچم ایالتی شود برافراشته شد. در ۱۷ ژانویه ۱۸۶۱ در یک مهمانی برگزارشده توسط اتحادیه فن چاپ، رئیس‌جمهور آینده آمریکا جیمز آبرام گارفیلد یک سخنرانی در راستای اینکه پرچم آمریکا تنها پرچمی است که سربازان اوهایو با آن به جنگ می‌روند ارائه داد. ژنرال‌های حاضر در مراسم پیشنهادهای خود را کنار گذاشتند و به جای آن پرچم آمریکا را بالا بردند.

### پرچم جان آیزمن

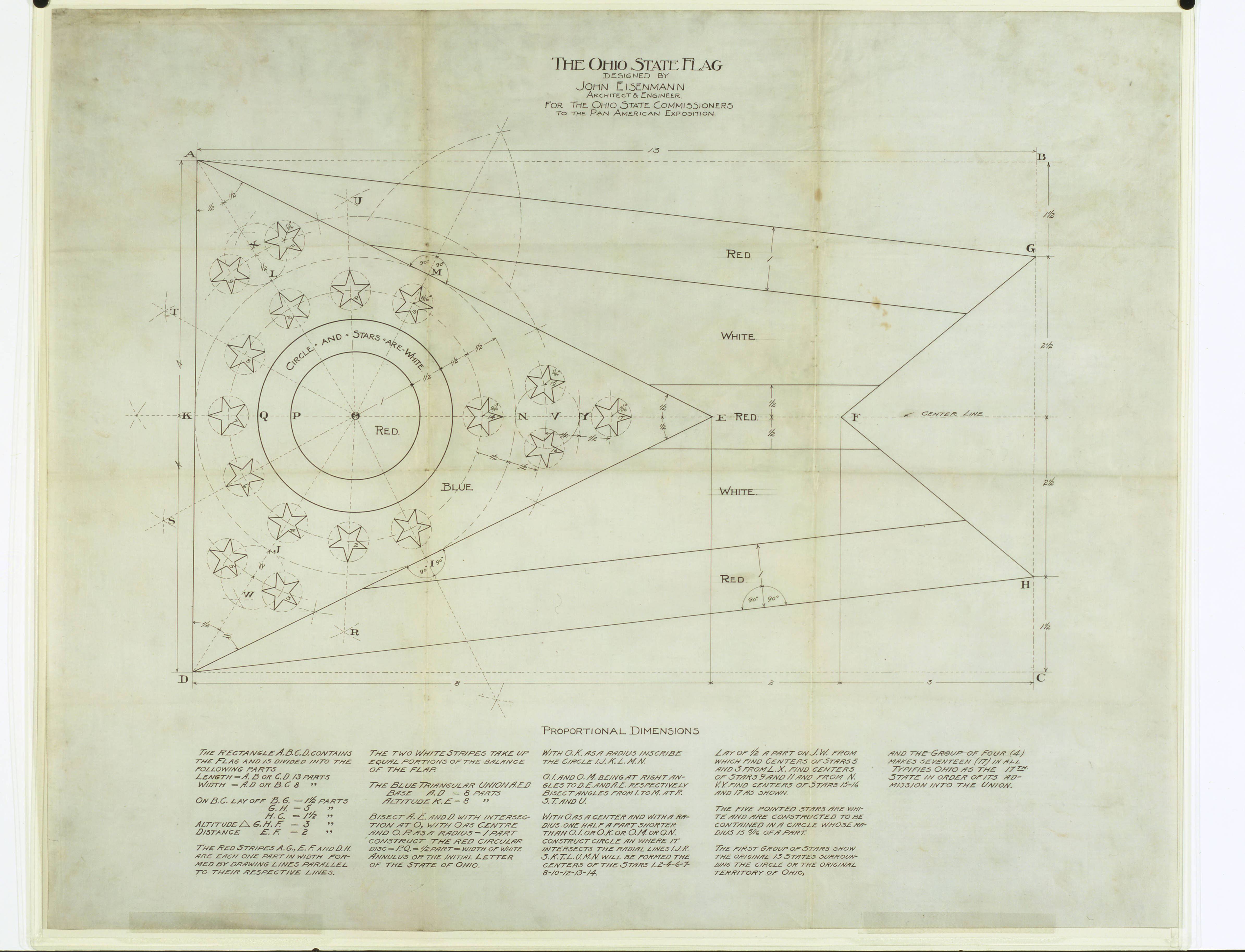
طرح اصلی آیزمن

در سال ۱۹۰۱ به معمار اهل کلیولند، جان آیزمن دستور داده شد که سالن مراسم نمایشگاه پان‌آمریکایی در بوفالو، نیویورک را طراحی کند. او به ویژه یک پرچم جدا برای بخش اوهایو طراحی کرد. این پرچم بیشتر برای نمایندگان اوهایو در نمایشگاه پان‌آمریکایی طرح شده بود، نه خود ایالت. در ۱۸ ژوئیه، فرماندار اوهایو جورج کی نش از نمایشگاه دیدار کرد و با یکی از پرچم‌ها از او استقبال شد که هم‌اکنون در ساختمان جامعه معماری و تاریخی اوهایو نگه‌داری می‌شود. آیزنمن این پرچم را مانند پرچم ایالات متحده طراحی کرد و آن را «یک پرچم چنگالی سه‌گانه یا دم‌چلچله‌ای پرچمی که معمولاً به صورت پرچم پهن شناخته می‌شود» توصیف کرد.